# Michael McGrady
Michael Steven McGrady (Federal Way, 30 marzo 1960) è un attore statunitense.
Ha fatto parte come co-protagonista del cast della serie televisiva statunitense Beyond nel 2017.

## Biografia
Figlio di Gloria, titolare di un salone di bellezza e di George, meccanico di aerei, ottiene una laurea in economia all'Università di Washington. Intenzionato a diventare avvocato o bancario, si fa convincere dalla sorella a diventare attore dopo aver vinto un concorso alla scuola di recitazione. In seguito si trasferisce in California per seguire il suo sogno. Appare in numerose serie televisive e film. Sposato con Ilka, ha tre figli e vive nella California del Sud.

## Filmografia parziale

### Cinema
- Born to Race, regia di James Fargo (1988)
- The Babe - La leggenda (The Babe), regia di Arthur Hiller (1992)
- Hocus Pocus, regia di Kenny Ortega (1993)
- La sottile linea rossa (The Thin Red Line), regia di Terrence Malick (1998)
- Evolution, regia di Ivan Reitman (2001)
- Infiltrato speciale (Half Past Dead), regia di Don Michael Paul (2002)
- Keith, regia di Todd Kessler (2008)
- Freelancers, regia di Jessy Terrero (2012)
- Il cacciatore di donne (The Frozen Ground), regia di Scott Walker (2013)
- Tokarev, regia di Paco Cabezas (2014)

### Televisione
- Hostile Witness (Terrorist on Trial: The United States vs. Salim Ajami) - film TV, regia di Jeff Bleckner (1988)
- CSI: Miami - serie TV, 3 episodi (2002-2011)
- Criminal Minds - serie TV, episodio 1x10 (2005)
- The Mentalist - serie TV, episodio 1x12 (2009)
- Southland - serie TV, 18 episodi (2009-2011)
- Lie to Me - serie TV, episodio 3x05 (2010)
- Castle - serie TV, episodio 4x21 (2012)
- NCIS - Unità anticrimine (NCIS) - serie TV, episodio 10x13 (2013)
- Mob City - serie TV, 5 episodi (2013)
- Ray Donovan - serie TV, 18 episodi (2013-2015)
- Le regole del delitto perfetto (How to Get Away with Murder) - serie TV, episodio 1x12 (2014)
- Battle Creek - serie TV, episodio 1x12 (2015)
- Chance - serie TV, 4 episodi (2016-2017)
- Beyond - serie TV, 20 episodi (2017-2018)
- Agents of S.H.I.E.L.D. - serie TV, episodi 5x08-5x09 (2018)
- SEAL Team - serie TV, 8 episodi (2018-2019)
- FBI - serie TV, episodio 2x05 (2019)
- S.W.A.T. – serie TV, episodio 5x13 (2022)
- The Perfect Couple, regia di Susanne Bier – miniserie TV (2024)
- Law & Order - Unità vittime speciali (Law & Order: Special Victims Unit) - serie TV, episodio 26x11 (2024)

## Doppiatori italiani
Nelle versioni in italiano delle opere in cui ha recitato, Michael McGrady è stato doppiato da:
- Paolo Buglioni in CSI - Scena del crimine, Lie To Me, Chance
- Saverio Moriones in Southland, Castle
- Claudio Fattoretto in CSI: Miami (ep. 9x11), The Mentalist
- Massimo Lodolo in Hostile Witness
- Alessandro Rossi in Wyatt Earp
- Dario De Grassi in X-Files
- Stefano De Sando in Cold Case - Delitti irrisolti
- Nino Prester in CSI: Miami (ep. 1x01, 1x11)
- Giorgio Locuratolo in Criminal Minds
- Wladimiro Grana in The Closer
- Stefano Mondini in Leverage - Consulenze illegali
- Ambrogio Colombo in Grey's Anatomy
- Franco Zucca in Bones
- Paolo Marchese in Body of Proof
- Pierluigi Astore in Ray Donovan
- Fabrizio Temperini in Hawaii Five-0
- Alberto Angrisano in NCIS - Unità anticrimine
- Massimo Corvo ne Il cacciatore di donne
- Massimo Rossi in Tokarev
- Luciano Roffi ne Le regole del delitto perfetto
- Antonio Palumbo ne American Crime Story: il caso O.J. Simpson
- Fabrizio Pucci in Agents of S.H.I.E.L.D.
- Enrico Di Troia in S.W.A.T.
- Simone Mori in The Perfect Couple
- Dario Oppido in Law & Order - Unità vittime speciali